# USS LST-994
O USS LST-994 foi um navio de guerra norte-americano da classe LST que operou durante a Segunda Guerra Mundial.